# Zelking (Gemeinde Zelking-Matzleinsdorf)
Zelking ist eine Ortschaft und eine Katastralgemeinde der Gemeinde Zelking-Matzleinsdorf im Bezirk Melk in Niederösterreich.

## Geografie
Zelking liegt am Austritt der Melk in das Donautal. Durch den Ort führt die St. Leonharder Straße.

## Geschichte
Laut Adressbuch von Österreich waren im Jahr 1938 in der Ortsgemeinde Zelking ein Bäcker, ein Binder, ein Fleischer, zwei Gastwirte, zwei Gemischtwarenhändler, ein Müller, ein Schmied, ein Schneider, zwei Schuster, ein Wagner, ein Zementwarenerzeuger und die Galgoczy'sche Gutsverwaltung ansässig.

## Sehenswürdigkeiten
- Burgruine Zelking, Sitz der Herren von Zelking
- Pfarrkirche Zelking

## Persönlichkeiten
- Hans Brecka (1885–1954), Redakteur, Kulturjournalist und Dichter, verstarb in Zelking